# Amphibamus
Amphibamus är ett utdött släkte tetrapoder från överfamiljen Dissorophoidea, som klassas som primitiva amfibier. Djuren levde för ungefär 311 till 289 miljoner år sen, under den sena karbonperioden och under tidiga delen av Perm i vad som är nuvarande USA. Groddjuren förekom även i Centraleuropa i vad som är nuvarande Tyskland, samt i Sydafrika. De primitiva amfibierna hade fysiologiska likheter med både groddjur samt salamandrar och är troligtvis en gemensam förfader till dessa.  

## Beskrivning
Djuren påminde något om salamandrar med sina relativt långa svansar, men de var inte lika smärta. Många arter som exempelvis Micropholis stowi, som ingick i samma ordning, Temnospondyli, hade relativt stora huvuden och kraftiga käkar. Nacken var ganska kort. Fossilfynd tider på att vissa arter även hade vassa tänder i över- och underkäken, ett exempel är terapoder ur släktet Cacops, som har många gemensamma drag med släktet Amphibamus. Många arter hade dessutom stora ögon, och välutvecklade näsborrar vilket fossil visar.
Benen vart ganska korta och stack ut vid sidan om djurets ventralsida. Amphibamus hade generellt fler tår på de bakre extremiteterna än de främre, oftast fyra respektive fem. Svansen var ganska kraftig och mynnade ut i en smalare svansspets.
En del arter som till exempel Amphibamus grandiceps uppnådde en längd av omkring 20 cm och var mellanstora groddjur.

## Paleobiologi
Som primitiva amfibier krävde medlemmar i detta släkte ett ganska fuktigt klimat och livsmiljöer bestående av tropisk regnskog med grunda vattengölar där de kunde lägga sina ägg. Ynglen var beroende av vatten för att kunna överleva.  
Mycket tyder på att det fanns gott om bra bytesdjur för Amphibamus i karbons sumpskogar. De vuxna djuren livnärde sig på olika ryggradslösa djur, till exempel leddjur, som unga individer av arter i släktet Arthropleura, stora mångfotingar. Ynglen levde i grunda vattengölar där en hel del insektslarver fanns att äta, bland annat akvatiska larver av stora arter dagsländor som levde under karbon. Dessa dagsländor som exempelvis släktet Bojophlebia blev lika stora som blåskrikor, när de vart fullt utvecklade imago. Det är troligt att Amphibamus åt vuxna individer såväl som insekternas larver. 
Men mycket tyder även på att de primitiva amfibierna inte var överst i näringskedjan och både vuxna individer samt yngel utgjorde bytesdjur för jättetrollsländor i släktet Meganeura. Både trollsländelarver och vuxna djur livnärde sig på tretrapoderna. 
Amphibamus tycks ha varit välanpassade för ett liv i sumpskogarna eftersom deras ben tillät dem röra sig ganska smidigt på land, men de kunde även vistas länge under vatten och förmodligen ta upp syre genom huden, som dagens amfibier.

## Utdöende
Amphibamus levde från den sena karbonperioden till början av Perm, när klimatet blev torrare och fick sumpskogarna att krympa. Djuren dog ut när miljön blev torrare och de krympande sumpskogarna ersattes av ökenliknande miljöer under den tidiga permperioden när klimatet blev torrare och varmare.

## Galleri

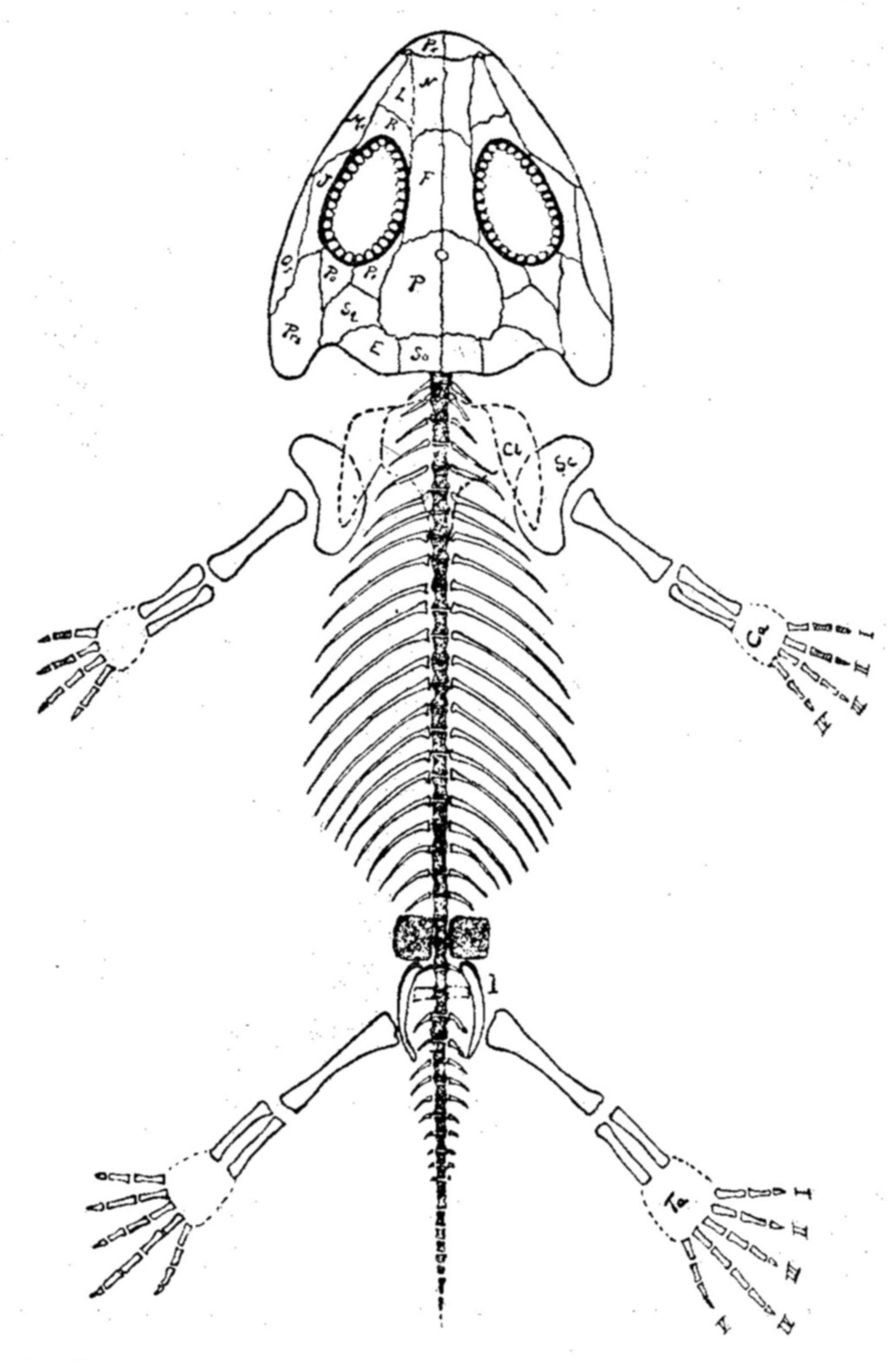
Illustration över fossil
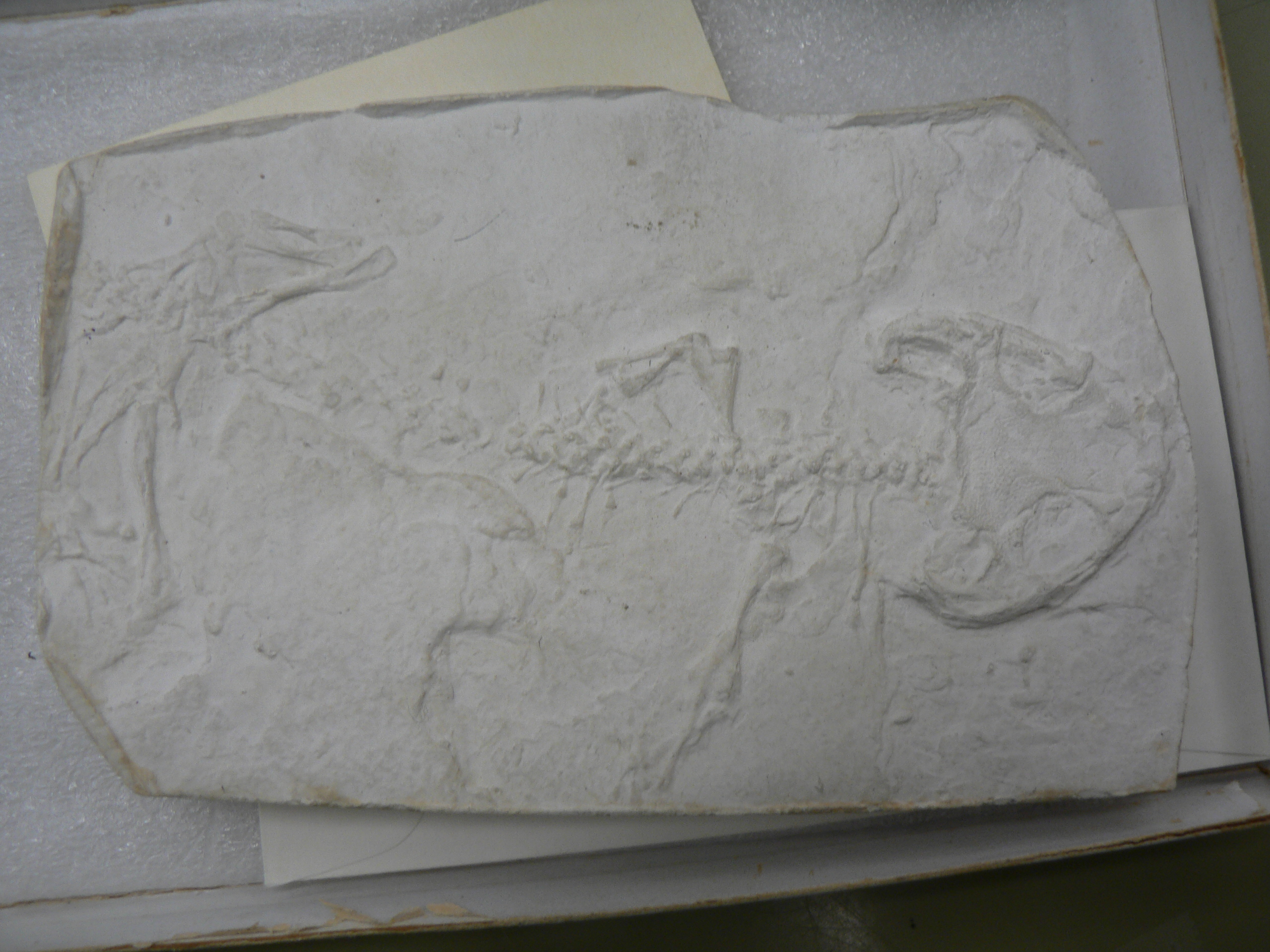
Fossil av Amphibamus